# Бірківська сільська рада (Менський район)
Біркі́вська сільська́ ра́да — адміністративно-територіальна одиниця та орган місцевого самоврядування в Менському районі Чернігівської області. Адміністративний центр — село Бірківка.

## Загальні відомості
Бірківська сільська рада утворена у 1918 році.
- Територія ради: 33,721 км²
- Населення ради: 915 осіб (станом на 2001 рік)

## Населені пункти
Сільській раді були підпорядковані населені пункти:
- с. Бірківка

## Склад ради
Рада складалася з 12 депутатів та голови.
- Голова ради: Фесюн Катерина Олексіївна
- Секретар ради: Хомнко Наталія Михайлівна

### Керівний склад попередніх скликань
| Прізвище, ім'я, по батькові | Основні відомості                                                 | Дата обрання | Дата звільнення |
| --------------------------- | ----------------------------------------------------------------- | ------------ | --------------- |
| Фесюн Катерина Олексіївна   | Сільський голова, 1956 року народження, освіта вища, позапартійна | 26.03.2006   | 31.10.2010      |
| Фесюн Катерина Олексіївна   | Сільський голова, 1956 року народження, освіта вища, позапартійна | 31.10.2010   |                 |

Примітка: таблиця складена за даними сайту Верховної Ради України

### Депутати
За результатами місцевих виборів 2010 року депутатами ради стали:

#### За суб'єктами висування
| Суб'єкт висування                 | Кількість обраних депутатів | %    |
| --------------------------------- | --------------------------- | ---- |
| Партія регіонів                   | 4                           | 33,3 |
| Самовисування                     | 4                           | 33,3 |
| Політична партія «Сильна Україна» | 2                           | 16,7 |
| Комуністична партія України       | 1                           | 8,3  |
| Соціалістична партія України      | 1                           | 8,3  |

#### За округами
| № округу                          | Прізвище, ім'я, по батькові     | Дата визнання обраним | Освіта  | Партійна приналежність                  | Відомості про обраного депутата                       |
| --------------------------------- | ------------------------------- | --------------------- | ------- | --------------------------------------- | ----------------------------------------------------- |
| Комуністична партія України       |                                 |                       |         |                                         |                                                       |
| 3                                 | Хоменко Микола Петрович         | 04.11.2010            | вища    | член Комуністичної партії України       | ПП «Бірківське», інженер-постачальник                 |
| Партія регіонів                   |                                 |                       |         |                                         |                                                       |
| 4                                 | Хоменко Наталія Михайлівна      | 04.11.2010            | середня | член Партії регіонів                    | Бірківська сільська рада, секретар                    |
| 6                                 | Ігнатенко Володимир Назарович   | 04.11.2010            | вища    | член Партії регіонів                    | пенсіонер                                             |
| 8                                 | Комель Ірина Петрівна           | 04.11.2010            | середня | член Партії регіонів                    | приватний підприємець                                 |
| 10                                | Коньок Тетяна Миколаївна        | 04.11.2010            | вища    | член Партії регіонів                    | Бірківська загальноосвітня школа I-III ст., вчитель   |
| Політична партія «Сильна Україна» |                                 |                       |         |                                         |                                                       |
| 1                                 | Харченко Любов Володимирівна    | 04.11.2010            | середня | член Політичної партії «Сильна Україна» | Бірківський будинок культури, техпрацівник            |
| 2                                 | Жердецька Наталія Олександрівна | 04.11.2010            | середня | член Політичної партії «Сильна Україна» | філія підприємства «Менський сир», приймальник молока |
| Соціалістична партія України      |                                 |                       |         |                                         |                                                       |
| 11                                | Дяченко Світлана Борисівна      | 04.11.2010            | вища    | член Соціалістичної партії України      | Бірківське особисте селянське госпорство, керівник    |
| Самовисування                     |                                 |                       |         |                                         |                                                       |
| 5                                 | Колот Ольга Дмитрівна           | 04.11.2010            | вища    | позапартійна                            | СК «Бірківський», завсклад                            |
| 7                                 | Спицький Віктор Олександрович   | 04.11.2010            | вища    | позапартійний                           | філія Менської ЦРЛ, водій                             |
| 9                                 | Бандура Антоніна Володимирівна  | 04.11.2010            | середня | позапартійна                            | Бірківська загальноосвітня школа I-III ст., кухар     |
| 12                                | Нестеренко Ніна Василівна       | 04.11.2010            | вища    | позапартійна                            | Бірківська загальноосвітня школа I-III ст., вчитель   |